# Bantz J. Craddock
Bantz John Craddock, född 24 augusti 1949 i Parkersburg i West Virginia, är en amerikansk pensionerad general i USA:s armé. Han har bott större delen av sitt liv i Frankrike. Mellan 2002 och 2004 var Craddock som generallöjtnant förste adjutant till försvarsminister Donald Rumsfeld. Craddock utsågs 2006 till militärbefälhavare för U.S. European Command samt som Natos operativa befälhavare (SACEUR). Craddock stannade på dessa poster till juni 2009, då han efterträddes av amiral James G. Stavridis.